# Kōzan-ji
Kōzan-ji (jap. 高山寺), formalnie Togano’o-san Kōsan-ji (jap. 栂尾山高山寺) – buddyjska świątynia szkoły shingon położona w górach na północnych peryferiach Kioto, usytuowana w północno-zachodniej dzielnicy Ukyō-ku. Kompleks został założony przez cesarza Kōnina (709–782), według tradycji, w 774 roku. Świątynia jest słynna z Chōjū-jinbutsu-giga (jap. 鳥獣人物戯画; spersonifikowanych karykatur zwierząt), powszechnie znanych jako Chōjū-giga (jap. 鳥獣戯画; karykatur zwierząt), które uważane są za pierwowzory mangi.
Świątynia jako całość jest wpisana na listę światowego dziedzictwa UNESCO od grudnia 1994 roku jako część obiektu Zespół zabytkowy dawnego Kioto, Uji i Ōtsu.

## Historia świątyni
Górzyste rejony Takao mają długą tradycję związaną z ascetycznym buddyzmem. Według niej świątynie Togano’o-ji i Togano’o-bō istniały w tym rejonie od 774 roku, a założone były dekretem cesarza Kōnin. Jednak potwierdzoną datą założenia świątyni jest rok 1206. Wtedy to mnich, ze świątyni Jingo-ji, o imieniu Myōe otrzymał od cesarza Go-Toba zezwolenia na założenie własnej świątyni w celu nauczania szkoły kegon japońskiej wersji szkoły huayan. 
Myōe wybrał nazwę świątyni Hiidetemazuterasukōzan-no-tera (jap. 日出先照高山之寺) z jednego z wersetów Avatamsaka Sutra.
W początkowym okresie Kamakura (1185–1333) Eisai Myōan (1141–1215) podarował mnichowi Myōe ziarna herbaty. Wkrótce Myōe utworzył na terenie Kōzan-ji pierwsze pole uprawne tej rośliny. W krótkim czasie jego plantacja stała się najważniejszą w Japonii, tak że tylko herbata z Kōzan-ji była uważana za prawdziwą herbatę. Także dzięki zainteresowaniom Myōe, który gromadził ważne zabytki m.in. rysunki, malowidła, manuskrypty, w Kōzan-ji zachowało się 8 skarbów narodowych Japonii (jap. 日本の国宝 Nihon-no kokuhō) i ponad 10 tys.ważnych zabytków kultury Japonii (jap. 重要文化財 jūyō bunkazai)

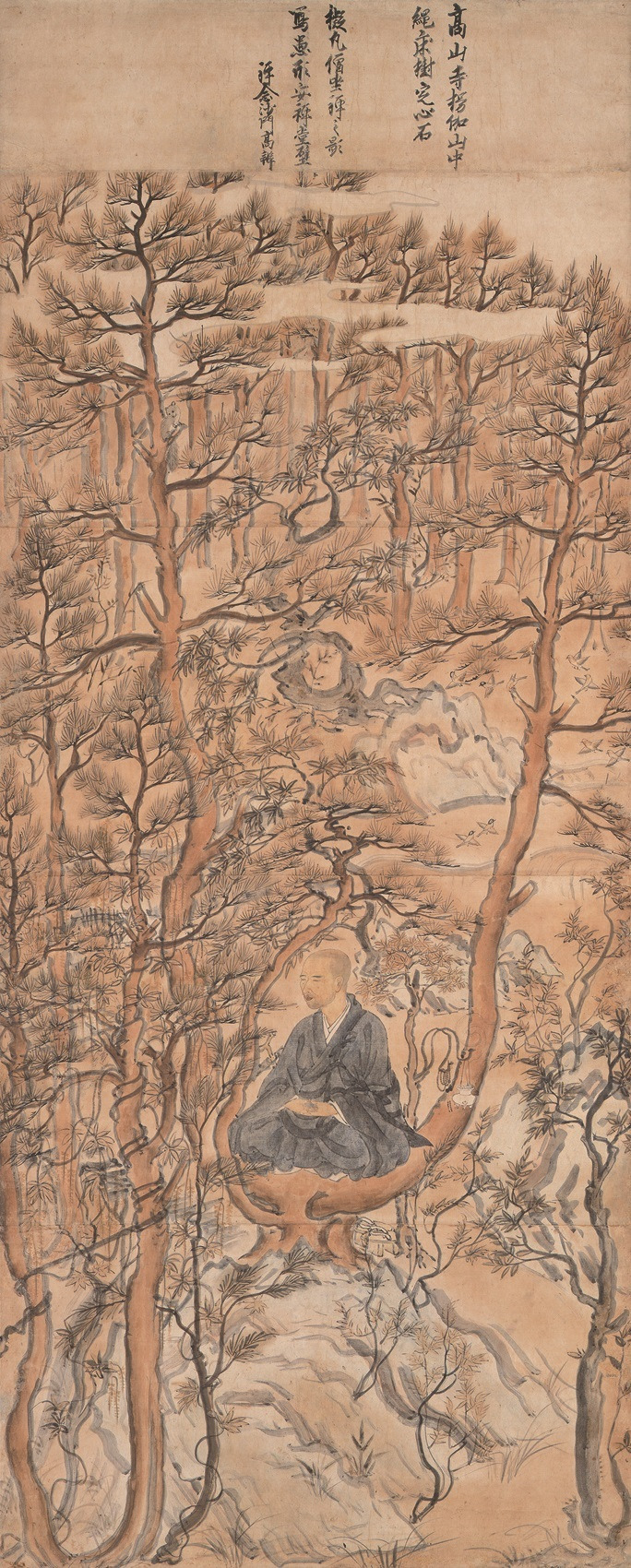
Myōe medytujący na drzewie

Obiekty świątyni były wielokrotnie niszczone. Obecnie najstarszym oryginalnym jest pawilon Sekisui-in (石水院) pochodzący z okresu Kamakura. Pawilon uznany jest za skarb narodowy Japonii. Został przeniesiony z rezydencji cesarskiej i służył kiedyś jako sala świętych pism. Wewnątrz pawilonu wystawionych jest kilka replik skarbów Japonii, które przechowywane są w Muzeum Narodowym w Tokio. Między innymi wiszący zwój z rysunkiem Butsugen Butsumo (Matki Buddy), drewniana rzeźba dziecka Zenzai-dōji, zwój przedstawiający mnicha Myōe medytującego na drzewie. Jednak najsłynniejszymi zabytkami są cztery pochodzące z przełomu XII i XIII w. zwoje Chōjū-giga przedstawiające karykatury zwierząt. Za ich twórcę uważa się mnicha Toba Sōjō (1053–1140), jednak nie ma na to potwierdzenia.